# Coupe Jean-François-Phliponeau
La Coupe Jean-François-Phliponeau est une compétition de rugby à XV existant depuis 1991 et réservée aux joueurs de moins de 18 ans.

## Historique
La Coupe a été nommée ainsi pour rendre hommage au rugbyman Jean-François Phliponeau, disparu tragiquement en 1976. Elle est décernée annuellement, depuis 1991aux juniors de moins de 18 ans.

## Palmarès
| Année        | Vainqueur                              | Score       | Finaliste           |
| ------------ | -------------------------------------- | ----------- | ------------------- |
| 9 juin 1991  | US Bazas                               | 22 - 19     | US Issoire          |
| 31 mai 1992  | CA Castelsarrasin                      | 14 - 0      | US Nafarroa         |
| 6 juin 1993  | ES Lembeye                             | 20 - 13     | SA Mauleon          |
| 5 juin 1994  | Union Sigean Port-la-Nouvelle          | 26 - 14     | FC yonnais          |
| 11 juin 1995 | FC Trie-sur-Baïse                      | 28 - 13     | SC royannais        |
| 1996         | JA Isle                                | 18 - 6      | Lombez Samatan Club |
| 25 mai 1997  | RC Riom                                | 13 - 9      | SO Villelonguet     |
| 24 mai 1998  | RC Sorgues                             | 10 - 8      | SA Monein           |
| 22 mai 1999  | US Vic                                 | 14 - 6      | Stade piscénois     |
| 21 mai 2000  | Stade navarrais                        | 6 - 5       | RC matheysin        |
| 2 juin 2001  | RO Adge                                | 18 - 13     | FC Trie-sur-Baïse   |
| 2 juin 2002  | FC Trie-sur-Baïse                      | 14 - 6      | RC Val de Bièvre    |
| 1 juin 2003  | RC Saint-Simon                         | 15 - 6      | AS Castelmoron      |
| 30 mai 2004  | Entente des 4 Cantons - BHAP           | 19 - 15     | Stade piscénois     |
| 29 mai 2005  | Bidart UC                              | 25 - 6      | SO Givors           |
| 1 juin 2006  | -                                      | Non décerné | -                   |
| 2007         | -                                      | Non décerné | -                   |
| 2008         | -                                      | Non décerné | -                   |
| 2009         | -                                      | Non décerné | -                   |
| 2010         | Montesquieu-Volvestre Daumazan Lèze XV | -           | -                   |
| 2011         | Racing club Salvetat-Plaisance         | -           | -                   |
| 2012         | Union Sigean Port-la-Nouvelle          | -           | -                   |
| 2013         | UA Saverdun                            | -           | -                   |
| 2014         | RC bassin d'Arcachon                   | -           | -                   |
| 2015         | US Lalinde                             | -           | -                   |
| 2016         | Entente des 4 Cantons - BHAP           | -           | -                   |
| 2017         | Rass. Portes du Comminges              | -           | -                   |
| 2018         | RC Mauguio Carnon                      | 30 - 13     | Antony Metro 92     |